# معاینه عصبی
معاینه عصبی (به انگلیسی: Neurological examination) ارزیابی واکنش‌های عصبی حسی و حرکتی، به ویژه رفلکس‌ها است تا مشخص شود سیستم عصبی دچار اختلال شده‌است یا خیر. این امر به‌طور معمول شامل معاینه بالینی و بررسی سابقه پزشکی بیمار است.